# Guillaume le Vinier
Guillaume le Vinier (1190 circa – 1245) è stato un poeta francese, fratello di Gilles le Vinier, troviero e sacerdote ad Arras. Ha lasciato più di trenta componimenti (molti dei quali accompagnati da una melodia), tra cui un giuoco partito con Andrieu Contredit.